# فريق الأسلة
فريق الأسَلة قرية تابعة لبلدة العمران بمنطقة الأحساء في السعودية. وتقع شرق مدينة الهفوف، وتبعد عنها بحوالي 17 كم وتبعد عن جبل القارة 1.5 كم. عدد سكانها حوالي 230نسمة، ونشاطهم الاقتصادي كان ينحصر في الزراعة قبل أن يزداد عدد سكانها وتقل مساحة الأراضي فيها. فيها شبكة مياه وكهرباء حكومية وهاتف، والطريق المؤدي إليها مُعبّد، وطبيعة أرضها منبسطة. وبها 24 منزلًا، والخدمة التعليمية فيها متوفرة. ذكر أن سبب تسميته كانت بسبب زراعة عشبة تسمى الأسل على أراضيها، وعلى ذلك النحو تمت تسميتها بالأسلة نسبة إلى العشبة.